# Thalloloma subvelata
Thalloloma subvelata är en lavart som först beskrevs av Stirt., och fick sitt nu gällande namn av D. J. Galloway. Thalloloma subvelata ingår i släktet Thalloloma och familjen Graphidaceae.   Inga underarter finns listade i Catalogue of Life.